# Ejutla, Jalisco
Ejutla är en ort i Mexiko.   Den ligger i kommunen Ejutla och delstaten Jalisco, i den södra delen av landet, 500 km väster om huvudstaden Mexico City. Ejutla ligger 1 140 meter över havet och antalet invånare är 1 414.
Terrängen runt Ejutla är huvudsakligen kuperad, men söderut är den bergig. Runt Ejutla är det ganska glesbefolkat, med 21 invånare per kvadratkilometer. Närmaste större samhälle är Unión de Tula, 12,4 km nordväst om Ejutla. I omgivningarna runt Ejutla växer huvudsakligen savannskog.